# (31891) 2000 FR42
2000 FR42 (asteroide 31891) é um asteroide da cintura principal. Possui uma excentricidade de 0.05097470 e uma inclinação de 7.19963º.
Este asteroide foi descoberto no dia 28 de março de 2000 por LINEAR em Socorro.